# 響灘
響灘 （ひびきなだ）は、関門海峡の北西に広がる海域であり、北東側は日本海に続き、西側には玄界灘が隣接する。

## 定義
現代の日本における一般的な定義では山口県長門市の川尻岬から関門海峡西口を経て福岡県宗像市の鐘ノ岬、地島、大島に至る海域を指すとされている。ほか、海上保安庁が発行する日本の水路図誌（海図）では角島を東端とする範囲で掲載されている。
なお、島根県江津市の鳥屋鼻 - 山口県沖日本海の見島 - 沖ノ島の間に基線が設定されており、これより南東側は海洋法上日本の内水（内海）とみなされ、響灘の広い範囲が日本の内水または領海となっている。

## 沿岸部
下関市の西部の北浦海岸が響灘に面し、国道191号沿線に安岡、吉見、室津など良好な漁港が点在している。北九州市の沿岸部は、大規模工場が集積する北九州工業地域を形成しており、北九州学術研究都市、北九州港の一郭を成している。また、漁業も盛んであり、玄界灘と同じく日本有数の漁場である。響灘では鯖、鯵、イワシ、フグ、ウニなどの魚が水揚げされる。その他に浜田・仙崎・豊北・若松・芦屋・波津・鐘崎などの沿岸部には釣りの名所と知られる場所も数多く存在する。海水浴場も所々に点在し、夏季の海水浴シーズンには周辺から海水浴客が訪れる。スナメリやアカウミガメ等のウミガメも生息している他にも、一帯は江戸時代や明治時代まではヒゲクジラ類を対象とする大規模な「西海捕鯨場」に含まれており、この他にも角島はツノシマクジラの新種認定と和名の由来になっている。また、響灘ビオトープも野鳥などの多様な生物の生息地である。
沿岸部の気候は温暖であり、冬は対馬海流の影響で霜柱が立つことは無いが雲が発生しやすいため、曇天の日が多く、雨や雪を降らせることもある。日照時間も非常に短く、北西の季節風の影響で肌寒く、波は穏やかで荒れることは少ない瀬戸内海側とは違い、季節風の影響を強く受けるため、海が荒れることも少なくない。
隆起により出現し浸食を受けた海蝕崖や奇岩が各所に見られるほか、阿武火山群の火山地形、須佐ホルンフェルスなど地質景観がみられ、山口県北部の沿岸は北長門海岸国定公園に指定されている。

## 主な島
- 見島（みしま） - 山口県萩市
- 青海島（おうみしま） - 山口県長門市
- 角島（つのしま）- 山口県下関市
- 蓋井島（ふたおいじま）- 山口県下関市
- 六連島（むつれじま）- 山口県下関市
- 竹ノ子島（たけのこじま）- 山口県下関市
- 藍島（あいのしま）- 福岡県北九州市小倉北区
- 馬島（うましま）- 福岡県北九州市小倉北区
- 白島（しらしま）- 福岡県北九州市若松区
- 地ノ島（じのしま）- 福岡県宗像市
- 大島（おおしま）- 福岡県宗像市

## 主な沿岸都市
- 島根県
  - 浜田市
  - 益田市
- 山口県
  - 萩市
  - 長門市
  - 下関市
- 福岡県
  - 北九州市
  - 遠賀郡芦屋町
  - 同郡岡垣町
  - 宗像市